# Cinema dei Piccoli
El Cinema dei Piccoli, amb 63 places, és el cinema més petit del món. Es troba a Roma, dins de la Villa Borghese, i ocupa una superfície de 71,52 m². A més de projectar pel·lícules per a nens a la tarda, ofereix programació nocturna amb versió original subtitulada de cinema d'assaig.

## Història
La sala va ser creada per Alfredo Annibali el 1934 amb el nom de "Casa di Mickey Mouse". Al costat del cartell amb el nom hi havia una imatge de Mickey Mouse amb una càmera de cinema. Disney va imposar llavors l'eliminació del nom "Mickey Mouse", però la imatge del personatge amb la càmera romandria fins als anys setanta.
La sala va deixar de programar durant la Segona Guerra Mundial, per tornar a obrir immediatament després.
Durant els anys setanta, Villa Borghese va estar tancada al trànsit privat i en aquest període el cinema va viure un moment de crisi. A finals de la dècada, l'aleshores propietari Giuliano Annibali (fill d'Alfredo) va confiar la programació a Enzo Fiorenza, fundador de l'AIACE (Associació Italiana d'Amics Cinema d'Assaig) i un dels inventors de l'estil estate romana. Fiorenza obrí la sala a la programació d’arts variades. El 1978 AIACE va cedir el teatre sota la direcció de Fulvio Wetzl i Titta Labonìa, que van fundar el Piccolo Offcine, un club de cinema d’arts que va estrenar pel·lícules per Itàlia com Falso movimento de Wim Wenders, inaugurant el teatre.
Des de 1980, la direcció de la sala va estar a càrrec de la parella formada per Roberto Fiorenza (fill d'Enzo i germà del director Stelio Fiorenza) i Caterina Roverso.
El 1991 es va restaurar el cinema i es va equipar amb una pantalla de 5 mx 2,5 m, equip de música DTS i aire condicionat. Durant un període determinat, a principis dels anys noranta, Piero Clemente va donar suport a Fiorenza i Roverso en la planificació i gestió de la sala. Del 1993 al 1995, la sala va col·laborar amb la Filmoteca Nacional, proposant un programa per a escoles de cinema en història del cinema.
El 2007 es va inaugurar el Dei Piccoli Film Festival, organitzat amb la contribució de la regió del Laci, "per al desenvolupament i la difusió de cinema de qualitat al servei dels nens".
El 2013 la cabina s'havia equipat amb un projector Sony 4K.
El 2005 la sala es va incloure al Llibre Guinness dels Rècords amb la definició de "l'edifici més petit del món utilitzat per a espectacles de cinema". Per aquest motiu, els propietaris del cinema van haver de demostrar que l'exercici funcionava amb una certa continuïtat.
El 2006 el cinema va guanyar el premi FICE. I s'adherí a la Federazione Italiana dei Cinema d'Essai i formaria part d'EUROPA CINEMAS (Rete Europea dei Cinema d'Essai per la circolazione dei film europei).